# Ulica Adama Mickiewicza w Sanoku
Ulica Adama Mickiewicza w Sanoku – ulica w dzielnicy Śródmieście miasta Sanoka.
Została nazwana imieniem Adama Mickiewicza. Biegnie od zbiegu z ulicą Tadeusza Kościuszki w stronę północną aż do dzielnicy Wójtostwo przechodząc w ulicę Białogórską.

## Historia

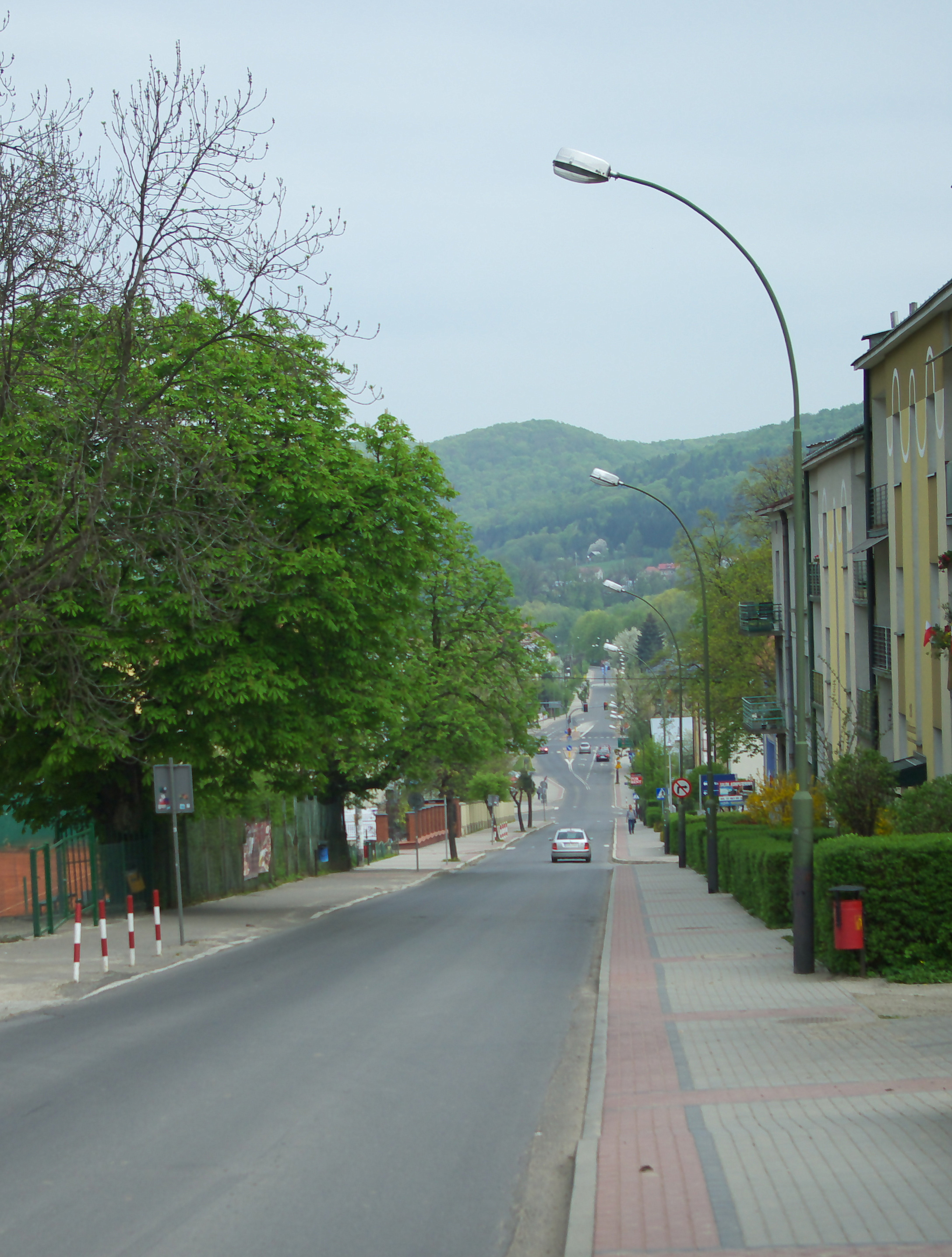
Ulica Adama Mickiewicza w stronę północną na wysokości byłego lodowiska Torsan

Pierwotnie w 1894 została ustanowiona ulica Nowa, skierowana od ul. Tadeusza Kościuszki w stronę północną w kierunku budynku sanockiego gimnazjum. Ulica przebiegała przez ogród publiczny. Została uregulowana w latach 90. XIX wieku. W tym czasie powstały budynki, w tym kamienice u zbiegu z ulicą Tadeusza Kościuszki, szkoła, budynek "Sokoła", boiska sportowe. Z okazji 100. rocznicy urodzin Adama Mickiewicza, 21 kwietnia 1898 Rada Miasta Sanoka podjęła decyzję o zorganizowaniu obchodów tego wydarzenia, w tym o zmianie nazwy ulicy na Adama Mickiewicza. Zostały wytyczone ulice biegnące w stronę wschodnią (pod obecnymi nazwami) ulica Kazimierza Wielkiego (na terenach byłych ogrodów Feliks Giela oraz trzy ulice poprzeczne łączące z ulicą Jana III Sobieskiego: Józefa Piłsudskiego, Andrzeja Frycza-Modrzewskiego, Teofila Lenartowicza. Poniżej ustalono ulicę Fryderyka Szopena biegnącą w stronę zachodnią od ulicy Adama Mickiewicza. Do 1914 ulica została doprowadzona do traktu biegnącego od okolic Sanu do wsi Trepcza i Mrzygłód. Ponadto w przeszłości istniała ulica im. Adama Mickiewicza, biegnąca od ulicy od ul. Tadeusza Kościuszki do ul. Juliusza Słowackiego, a w 1913 nazwana ulicą Słoneczną.
Podczas II wojny światowej w trakcie okupacji niemieckiej ulica została przemianowana na Hindenburg Strasse.
Rzymskokatoliccy mieszkańcy ulicy (do numeru 28) podlegają parafii Przemienienia Pańskiego.
Przy ulicy Adama Mickiewicza zostały ustanowione pomniki przyrody: lipa drobnolistna i kasztanowiec zwyczajny.

## Zabudowa ulicy
Zabudowania ulicy Adama Mickiewicza od strony dzielnicy Śródmieście z kierunku południowego do północnego.
- Kamienica przy ul. Tadeusza Kościuszki 22 (wschodnią fasadą przylega do początku ulicy Adama Mickiewicza i do 1939 funkcjonowała pod adresem ulica Adama Mickiewicza 1[13][14]).
- Kamienica pod numerem 1. Budynek został wpisany do gminnego rejestru zabytków miasta Sanoka, opublikowanego w 2015[15].
- Kamienica przy ul. Adama Mickiewicza 2.
- Budynek pod numerem 3. Przed 1939 działał w nim zakład gastronomiczny „Podhalanka”[16][17][14][18]. Zamieszkiwał w nim Stefan Stefański[19]. W okresie PRL pod numerem 3 funkcjonowała restauracja „Konsum”[20].
- Budynek pod numerem 7, siedziba Podkarpackiego Banku Spółdzielczego. Do 1939 do numeru 7 ulicy był przypisany lekarz dr Ignacy Grünspan[14].
- Dom pod numerem 10 – willa dra Stanisława Domańskiego[a] (do początku lat 30. pod numerem 421[21]; do 1939 pod numerem 6[14]). Budynek wpisany do gminnego rejestru zabytków miasta Sanoka, opublikowanego w 2015[15].
- II Liceum Ogólnokształcące im. Marii Skłodowskiej-Curie (pod numerem 11).
- Kamienica przy ul. Kazimierza Wielkiego 8 (zachodnią fasadą przylega do ulicy Adama Mickiewicza naprzeciw II LO).
- Plac Harcerski:
  - Pomnik Wdzięczności Żołnierzom Armii Czerwonej w Sanoku.
  - Park miejski im. Adama Mickiewicza (bezpośrednio za Placem Harcerskim). Park został wpisany do gminnego rejestru zabytków miasta Sanoka, opublikowanego w 2015[22].
- Gmach Towarzystwa Gimnastycznego „Sokół” (pod numerem 13, budynek stanowiący siedzibę sanockiego oddziału PTG „Sokół”, byłe „Kino Pokój”). Budynek wpisany do gminnego rejestru zabytków miasta Sanoka, opublikowanego w 2015[15].
- Nieruchomość pod numerem 12[b]:
  - Byłe lodowisko Torsan w latach 1965–2006, obecnie parking.
  - Siedziba sanockiego klubu hokejowego.
  - Korty tenisowe, założone w 1973 przy powstałym rok wcześniej Sanockim Klubie Tenisowym (inicjatorami ich powstania był Eugeniusz Czerepaniak)[23]. Zabudowania infrastrukturalne kortów stworzyło Sanockie Przedsiębiorstwo Budowlane, pod którego egidą działał SKT[24].
- Nieruchomość Gimnazjum nr 2 im. Królowej Zofii, położonego przy ulicy Jana III Sobieskiego 5, w tym boisko sportowe szkoły.
- Byłe koszary wojskowe, obecnie budynki pod numerem 21 stanowią siedzibę Państwowej Wyższej Szkoły Zawodowej im. Jana Grodka, zaś pod numerem 23 placówka Straży Granicznej, Bieszczadzki Oddział SG.
- Budynek przy ul. Adama Mickiewicza 24 (pierwotnie Dom Żołnierza Polskiego, obecnie Sanocki Dom Kultury).
- Obelisk zwieńczony rzeźbą orła upamiętniający 125 oficerów i żołnierzy Wojsk Ochrony Pogranicza, poległych w latach 1945-1947 w walkach z UPA[25]. Znajduje się poniżej budynku pod numerem 24[26]. Na postumencie kolorowe wykonanie z napisami XV. W ochronie granic PRL. WOP. Powyżej na pionowej tablicy inskrypcja: Bohaterskim żołnierzom WOP poległym w walce z bandami UPA i poniżej wypisane są nazwiska poległych kolejno z lat 1945, 1946 i 1947 oraz u dołu podpis: Społeczeństwo Podkarpacia rok 1945-1960. Pomnik został odsłonięty 11 czerwca 1960, w piętnastą rocznicę walk i z okazji 15-lecia WOP[27]. Projekt wykonał Edmund Królicki[28].
- Nieistniejący budynek, położony poniżej gmachu pod numerem 24, w którym działał fotograf Franciszek Strachocki (1904-1985)[18].
- Hotel „Dom Turysty” pod numerem 29. U podstaw powstania budynku legła uchwała KERM Nr 271/59 (tzw. „uchwała bieszczadzka”), zadaniem której było m.in. tworzenie warunków dla rozwoju turystyki, a hotel w Sanoku był jedynym w jej ramach zaplanowanym obiektem na terenie Sanoka[29]. W myśl uchwały Głównego Komitetu Kultury Fizycznej i Turystyki budowę czterokondygnacyjnego budynku hotelu na co najmniej 200 miejsc zaplanowano na 1966 rok[30]. Roboty budowlane budynku wykonało Sanockie Przedsiębiorstwo Budowlane[31]. Budowa obiektu (według projektu krakowskiego „Miastoprojektu”) na 220 miejsc noclegowych, wyposażonego w kawiarnię i restauracją była na ukończeniu latem 1968, a otwarcie zaplanowano pierwotnie na październik 1968, zaś ostatecznie na 16 grudnia 1968[32][33][34].
- Budynek pod numerem 38. Według stanu z 1931 w domu pod numerem 26 funkcjonował sierociniec[35]. Przed 1939 działała w nim Polska Ochronka Sierot Chrześcijańskich[36] (inna nazwa ochronka sierot chrześcijańskich[37]). Później był w nim ulokowany Dom Dziecka. Utworzony staraniem Zarządu Powiatowego Ligi Kobiet na przełomie 1946/1947 w założeniu dla  dzieci-sierot po rodzicach zmarłych – według ówczesnego przekazu – od kul bandy Żubryda i kul UPA[38]. Od sierpnia 2008 przeniesiony jako Powiatowa Placówka Socjalizacyjna do zabudowań internatu Zespołu Szkół nr 4 im. Kazimierza Wielkiego w Sanoku[39]; został tam także przeniesiony pomnik św. Józefa, pierwotnie ustanowiony przy budynku).
- Nieistniejące zabudowania pod numerem 29, siedziba przedsiębiorstwa Beef-San.
- Budynek pod numerem 49, siedziba Grupy Bieszczadzkiej GOPR.

Ponadto przed 1939 przy ulicy działała fabryka pończoch i trykotarzy „Ursus”.
Mieszkańcy
- W 1911 przy ulicy zamieszkiwali wzgl. urzędowali c. k. radca sądu krajowego Edward Doboszyński[41], c.k. geometrzy ewidencyjni Antoni Kosina, Bolesław Skąpski[42]
- W 1932 przy ulicy działał adwokat dr Eugeniusz Szatyński[43].